# 한정혜
한정혜(韓晶惠, 1931년 6월 23일~2022년 5월 9일)는 대한민국의 요리 연구가이다.
1931년 함경남도 북청에서 태어나 1969년 일본 에가미 요리학원과 갓뽀 요리학원을 졸업하고 1971년에 한정혜 요리학원을 열었다. 1980년대부터 십여 년 동안 한국관광공사 위촉으로 한국 식생활 문화를 세계에 알리는 문화 사절 역할을 수행했으며, 1986년 아시안 게임과 1988년 서울 패럴림픽 급식전문위원을 거쳐 한정혜요리학원을 운영하였다. 2022년 노환으로 90세의 나이로 별세하였다.

## 주요 저서
- 《백만인의 요리》(1970)
- 《생활요리(상·하)》(1973~1974)
- 《한국요리》

## 참고 문헌
- 아태여성재단
- 한정혜 요리학원
- 이야기 여성사 - 요리연구가 한정혜[깨진 링크(과거 내용 찾기)](여성신문)